# سوگا سوکه‌ناری
سوگا سوکه‌ناری ((به ژاپنی: 曾我祐成 Soga Sukenari)؛ ۱۱۷۲ – ۲۸ ژوئن ۱۱۹۳) بوشی در اوایل دوره کاماکورا اهل ژاپن بود. او برادر سوگا توکیمونه بود.